# Hisashi Kimura
Hisashi Kimura (木村 栄, Kimura Hisashi) (Kanazawa, 4 de outubro de 1870 — 26 de setembro de 1943 foi um astrônomo japonês.
Dedicou sua carreira ao estudo e medição de variação de latitude, baseado no trabalho de Seth Carlo Chandler, que descobriu a oscilação de Chandler. Foi diretor do Observatório Internacional de Latitude em Mizusawa, Japão.

## Prémios e honrarias
Prémios
- 1911 - Prémio Imperial da Academia do Japão
- 1936 - Medalha de Ouro da Royal Astronomical Society[2]

Honrarias
- 1937 - Ordem da Cultura
- A cratera Kimura na lua foi batizada em sua homenagem, o mesmo acontecendo com o asteroide 6233 Kimura.